# Hybrid Children
Hybrid Children ist eine finnische Rock- und Punk-Band aus Loppi, die 1991 gegründet wurde. Mittlerweile hat die Band ihren Sitz nach Helsinki verlegt.

## Geschichte
Die Band wurde im Jahr 1991 gegründet und bestand aus Jasse Salonen (Gesang, E-Gitarre), Jani „Kelly“ Ketonen (Schlagzeug, Gesang), Turkka Vuorinen (E-Gitarre) und Jarno (Bass). Nach der Veröffentlichung von mehreren Singles über Alternative Action Records unterzeichnete die Band 1992 einen Plattenvertrag bei Gaga Goodies Records, einem Sub-Label von Poko Rekords. Im folgenden Jahr erschien mit Bleed Baby Bleed!!! das Debütalbum der Band, woraufhin Jarno die Besetzung verließ und durch Pale ersetzt wurde. Um das Album zu bewerben, wurden Auftritte in weiteren Teilen Europas abgehalten. In den folgenden Jahren ging die Band weiter auf Tour und es erschienen mit Honeymoon in Babylon (1994), Uncensored Teenage Hardcore (1996) und Drugster (1998) weitere Alben. In der Zwischenzeit hielt die Band 1997 eine Tournee durch Japan ab. Nach letzterem Album verließ Ketonen die Gruppe und wurde durch Kari Reini ersetzt. Alle Alben-Veröffentlichungen fanden über Gaga Goodies Records statt. Nach einem kurzen Wechsel zu Dream Catcher Records, worüber 1999 Stardom Is Here erschien, schlossen sich bei Bad Habits Records mit Ghost Town Carnival (2004) und Fight As One (2009) zwei weitere Alben an. Die Veröffentlichung letzteren Albums fand am 14. Januar in Finnland und am 20. März in Deutschland, Österreich, Belgien, der Schweiz, den Niederlanden und Luxemburg statt. Das Album war im Zeitraum eines Jahres in den Suomenlinna Seawolf Studios, die sich in einem alten Schloss auf einer finnischen Insel befinden, im Bad Habit Studio sowie in den Nosturi Studios unter der Leitung von Sammy Aaltonen (Private Line) aufgenommen und von Teemu Aalto abgemischt worden. Im Frühjahr 2006 hatte Reini die Band verlassen und war durch Sasu Ketonen, der durch Salonen kontaktiert worden war, ersetzt worden. Salonen und Ketonen kannten sich schon seit der Kindheit, wobei Sasu der jüngere Bruder des ursprünglichen Schlagzeugers Jani Ketonen ist. Zudem hatte der Gitarrist Vuorinen nach dem Erscheinen von Stardom Is Here die Gruppe verlassen, um nach Peru auszuwandern. Lauri Koski war danach auf Ghost Town Carnival als Gitarrist zu hören, ehe auch er die Band verlassen hatte und nach einjähriger Suche durch Juho ersetzt worden war. In ihrer Karriere konnte die Band mehrere Europatourneen abhalten sowie unter anderem auch zusammen mit Subway to Sally und den Toten Hosen spielen.

## Stil
Laut Mike DaRonco von Allmusic wurde die Band durch Rockmusik der 1970er Jahre sowie britische Punk-Bands wie Stiff Little Fingers, Angelic Upstarts und The Undertones beeinflusst.
Claudia Nitsche vom Metal Hammer stellte fest, dass die Musik der Band im schwedischen Metal besser aufgehoben ist als im finnischen. Im Interview mit ihr gab Salonen an, dass man sich „auf die Rockschiene mit Punkattitüde“ festgelegt hat, da man sich Musikrichtungen wie Speed Metal nicht habe widmen wollen. In der Musik stehe bei ihnen die Melodie und nicht die Technik im Vordergrund. Für Nitsche verbindet die Gruppe die Geschmeidigkeit von Bad Religion mit „rauherer Gangart“ der Backyard Babies. In einem späteren Interview mit Henning Richter bestätigte Salonen, auch weiterhin ihren Punk- und Rock-’n’-Roll-Wurzeln treu zu bleiben. Laut Salonen wird die Gruppe oft mit The Wildhearts und 3 Colours Red verglichen. Er beschrieb die Musik von Hybrid Children als melodischer und simpler gehalten als die von Backyard Babies oder The Hellacopters. Als Einflüsse gab er unter anderem die Misfits und die Ramones an. Zudem bezeichnete er sich als großen Fan der Band Hanoi Rocks, die den Stil auch entscheidend geprägt hätte.
In einem Rock-Hard-Interview von Wolf-Rüdiger Mühlmann gab die Band an, allesamt Fans von Subway to Sally zu sein. Sie verglich sich mit der Gruppe, wobei man zwar musikalisch nichts gemeinsam hätte, jedoch seien beide „lebenslustig und immer für einen Joke zu haben“, was auch ein Ausdruck von Punkrock sei. In einem späteren Interview, durchgeführt von Francoise Berger, wurde die Gruppe mit den Backyard Babies verglichen. Marcus Schleutermann vom Rock Hard schrieb in seiner Rezension zu Honeymoon in Babylon, dass hierauf der Weg des Debütalbums fortgesetzt wird. Dies äußere sich in der an die Sex Pistols erinnernden Covergestaltung, den unveränderten Stil und der hohen Qualität der Songs. Zu hören gebe es unbekümmerten, frischen und melodiösen Punkrock, wobei die Songs meistens zwei bis drei Minuten lang seien. Die Lieder würden „Mitgröl-Refrains“ enthalten, die teils an das Niveau der Toten Hosen herankämen. Die Rhythmen seien meist im mittleren Geschwindigkeitsbereich, die Gitarren-Arbeit riff-orientiert und eher am Rock angelehnt. Musikalisch könne man die Gruppe zwischen Green Day und Sator einordnen. In einer späteren Ausgabe beschrieb Wolf-Rüdiger Mühlmann Uncensored Teenage Hardcore als „Mischung aus Peter And The Test Tube Babies, Toy Dollz, NOFX und HC-mäßiger Power“. Für Francoise Berger war Drugster „Party-Finn-Power-Punk-Rock im Promille-Grenzbereich zwischen gut und böse“. Die Band vermeide es dabei, neuartig zu klingen und setze stattdessen auf „straight-harte Schreddelgitarren, Power-Blechtrommeln und Rotzgesang, schnörkellos abgemischt und von avanti bis piano aufgetischt“. Andreas Herz befand, dass Stardom Is Here „die Power des Heavy Metal und die Attitude des Punk“ verbindet. Besonders charakteristisch seien die „kraftvollen Riffs, mitreißenden Melodien und Jasses dynamischer Gesang“, wodurch eine ansteckende Energie verbreitet werde. Den Songs könne man auch nach mehrmaligem Hören noch neue Sachen abgewinnen.
Joachim Hiller vom Ox-Fanzine gab an, dass die Band mit den Backyard Babies, Gluecifer und The Hellacopters vergleichbar ist, die damals in den 1990er Jahren ebenfalls den Sound von Hanoi Rocks in modernerer Form wiederbelebt hätten. Die Gruppe kombiniere dabei Pop-Punk und Rock. Im Interview mit ihm gab Sasu Ketonen an, dass die Band anfangs durch Gruppen wie die Ramones, die Sex Pistols und finnische Punkbands aus den mittleren/späten 1970er Jahren wie etwa Pelle Miljoona beeinflusst wurde. Später seien weitere Einflüsse wie die der finnischen Rockband Hurriganes dazugekommen. Jasse Salonen fügte Stiff Little Fingers, The Adverts, Anti-Nowhere League, die Buzzcocks, Generation X, The Clash, Iggy & the Stooges, Metallica, The Beatles, Jethro Tull der späten 1970er Jahre, Eurythmics und Hanoi Rocks als weitere ursprüngliche Einflüsse an, ehe später noch unter anderem Bad Religion, The Wildhearts und die frühen Manic Street Preachers dazugekommen seien. Hiller schrieb in einer älteren Rezension zu Honeymoon in Babylon, dass es sich bei Hybrid Children um die finnische Version von Psychotic Youth (Schweden) handelt. Zu hören gebe es sehr melodischen Rock, der nur entfernt mit Punk zu tun habe. Insgesamt gebe es eine „[g]lasklare Produktion, hochmelodische[n] Chorgesang und eine endlose Flut von harmonischen Akkorden“. In einer späteren Ausgabe rezensierte Simon Brunner Drugster und stellte fest, dass zwar Einflüsse aus Punkrock, Heavy Metal und Hard Rock vorhanden sind, jedoch könne man die Band nicht eindeutig einem Genre zuordnen. Die Gruppe verwende Chöre, die an Def Leppard erinnern würden und auch Einflüsse der ersten beiden Alben der Goo Goo Dolls sowie der Altar Boys seien auf dem Album hörbar. Lauri Wessel besprach in einer weiteren Ausgabe Fight As One, worauf eine Mischung aus Backyard Babies und Heideroosjes enthalten sei. Die Songs seien melodisch und würden sich teilweise schon fast der Popmusik annähern.

## Diskografie
- 1991: Another Dose Up Your Nose… (EP, Alternative Action Records)
- 1991: Reveal Your Charms (EP, Alternative Action Records)
- 1992: Brutal Babies (EP, Alternative Action Records)
- 1993: Bleed Baby Bleed!!! (Album, Gaga Goodies Records)
- 1994: Honeymoon in Babylon (Album, Gaga Goodies Records)
- 1995: Children Shouldn't Play with Dead Things! (EP, Gaga Goodies Records)
- 1996: Uncensored Teenage Hardcore (Album, Gaga Goodies Records)
- 1996: Happiness Is A Loaded Gun (Single, Gaga Goodies Records)
- 1997: No Apologies (Single, Gaga Goodies Records)
- 1998: Drugster (Album, Gaga Goodies Records)
- 1999: Down for Evermore (Single, Gaga Goodies Records)
- 1999: Stardom Is Here (Album, Dream Catcher Records)
- 2000: Urban White Boy Blues (Single, Gaga Goodies Records)
- 2001: Hybrid Moments (Kompilation, Gaga Goodies Records)
- 2004: Ghost Town Carnival (Album, Bad Habits Records)
- 2009: Fight As One (Album, Bad Habits Records)